# 아랄리디움속
아랄리디움속(Aralidium)은 토리첼리아과에 속하는 속씨식물 속의 하나이다. 단일 종, 아랄리디움 핀나티피둠(Aralidium pinnatifidum)만을 포함하고 있으며, 동남아시아, 말레이시아, 인도네시아에 분포하는 작은 관목 또는 나무이다.
이 속은 두릅나무과와 층층나무과의 특징들을 공유하고 있기 때문에, 이 속의 분류학적 위치를 입증하기 어려웠다. 크론퀴스트 분류 체계는 층층나무과로 분류했지만, APG II 분류 체계는 "이 과의 일부는 단계통이며, 잘 지지되는 자매군 관계가 입증되면 통합될 가능성이 있다."라는 단서 조항과 함께 자신의 이름을 딴 아랄리디움과(Aralidiaceae)로 분류했다. 2004년 아랄리디움속(Aralidium)과 멜라노필라속(Melanophylla) 그리고 토리첼리아속(Torricellia) 사이의 관계가 밝혀져, 아랄리디움속과 멜라노필라속이 토리첼리아과 분류로 옮겨졌다.